# Circonscription de Sydney

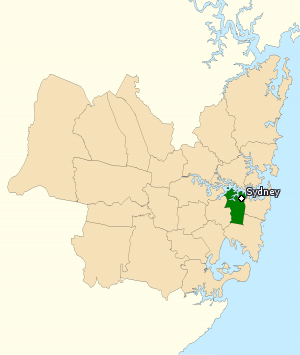
La circonscription de Sydney (en vert) à Sydney en Nouvelle-Galles du Sud.

La circonscription de Sydney est une circonscription électorale australienne en Nouvelle-Galles du Sud. Elle est située au centre-ville de Sydney. Elle comprend les quartiers de Darlinghurst, Surry Hills, Ultimo, Redfern, Camperdown, Glebe, Annandale, Balmain, Potts Point et le centre des affaires (CBD). Elle comprend aussi tous les îlots de Port Jackson, à l'exception de Middle Harbour et North Harbour. Elle comprend aussi l'île Lord Howe.
Elle a été créée en 1999 par la fusion des circonscriptions de Sydney Est et Sydney Ouest. 
Le siège est assuré pour le Parti travailliste. 

## Députés
| Nom             | Parti        | Période de mandat |
| --------------- | ------------ | ----------------- |
| Jim Cope        | Travailliste | 1969–1975         |
| Les McMahon     | Travailliste | 1975–1983         |
| Peter Baldwin   | Travailliste | 1983–1998         |
| Tanya Plibersek | Travailliste | 1998–en cours     |